# Hydaphias molluginis
Hydaphias molluginis är en insektsart. Hydaphias molluginis ingår i släktet Hydaphias och familjen långrörsbladlöss. Inga underarter finns listade i Catalogue of Life.